# Christian Lindberg
Christian Lindberg (Danderyd, 15 februari 1958) is een Zweeds componist, dirigent en trombonist.

## Levensloop
Lindberg groeide op in een kunstenaarsgezin: zijn ouders waren kunstschilders. Aanvankelijk leerde hij de trompet te bespelen. Na het horen van opnames van en met Jack Teagarden ("Big T" of  "Father of Jazz Trombone") stapte hij over op de trombone. Hij studeerde aan de Kungliga Musikhögskolan in Stockholm bij onder anderen Sven-Erik Eriksson. Op 19-jarige leeftijd werd hij trombonist in het Koninklijke Opera Orkest van Stockholm. Een jaar later nam hij ontslag en studeerde (1979-1980) aan het Royal College of Music in Londen bij John Iveson en vervolgens bij Ralph Sauer en Roger Bobo in Los Angeles (1983).
In 1981 won hij de tweejaarlijkse Nordic Soloists' Biennale-wedstrijd. In 1984 maakte hij zijn concertdebuut met de uitvoering van het tromboneconcert van Henri Tomasi. In hetzelfde jaar tekende hij een contract met het Zweedse platenlabel BIS Records. Hij heeft meer dan 60 cd's opgenomen. De doorbraak kwam toen hij van de BBC in 1991 - naast Yo-Yo-Ma en Gidon Kremer genomineerd werd als solist van het jaar. Hij zelf zei dat het voor hem een grote eer was, als toen nog relatief onbekende, naast geëtaleerde solisten met een enorme reputatie benoemd te worden. In Zweden werkte hij toen vaak samen met de pianist Roland Pöntinen en de componist Jan Sandström. Sandström schreef voor Lindberg drie tromboneconcerten, waaronder het Motorbike Concerto in 1989. In december 1999 verzorgde hij de première van het tromboneconcert van Luciano Berio samen met het Tonhalle Orchester Zürich. Daarop volgden verdere uitvoeringen met symfonieorkesten in Duitsland, Nederland, Denemarken, Zweden, Verenigd Koninkrijk, Australië en Oostenrijk. Zijn repertoire bestaat uit meer dan 100 stukken die alle tijdperken van de moderne muziek omspannen - klassieke tromboneconcerten, rariteiten en onbekende stukken zijn even belangrijk als zijn eigen composities.
Naast zijn werkzaamheden als solist was hij ook dirigent van het Nordic Chamber Orchestra in Sundsvall (2004-2010). Hij is sinds 2005 chef-dirigent van het Stockholm Wind Ensemble. Verder is hij artistiek adviseur en dirigent van het Arctic Philharmonic Orchestra uit Noord-Noorwegen sinds 2009. Met het Norrköpings Symfoniorkester maakt hij voor het label BIS een serie cd's met alle symfonieën van Allan Pettersson.
Lindberg componeert ook, vooral solo- en ensembleliteratuur voor zijn instrument, de trombone.
In 2004 ontving hij de Zweedse koninklijke onderscheiding Litteris et Artibus.

## Composities

### Werken voor orkest
- 1997 Arabenne, voor trombone en strijkers, op. 2
- 2000 Mandrake in the Corner, voor trombone en orkest, op. 4b
- 2000 Mandrake in the Corner, voor twee trombones en orkest, op. 4d
- 2001-2002 Behac Munroh, voor trompet, trombone en orkest, op. 19a
- 2003 Helikon Wasp, voor een dirigerend trombonist en orkest, op. 21
- 2003 The World of Montuagretta, voor dwarsfluit en kamerorkest, op. 22
- 2003-2006 Chick’a’Bone Checkout,, voor trombone en orkest, op. 30
- 2004-2005 Olle and the Steamboat Jetty, voor eufonium en orkest, op. 25
- 2004 Akbank Bunka, voor trompet en orkest, op. 27
- 2005-2007 Of Blood so Red, voor kamerorkest, op. 31
- 2006-2007 ASA, voor elektrische viool, trombone, versterkte strijkers en klavecimbel, op. 33
- 2008 Kundraan, voor trombone en strijkers, op. 35
- 2008 Concert, voor pauken en orkest, op. 36
- 2009 Kundraans Karma, voor sprekend/vertellende trombonist en kamerorkest, op. 41
- 2012 Peking Twilight, voor orkest, op. 49
- 2012 Lightning over Kythhnos, voor blaaskwintet en orkest, op. 50
- 2012-2013 Kundraan and the Arctic Light, voor orkest, op. 51
- Cardiac Treasures, voor hobo (ook althobo) en strijkers, op. 52
- Mr Hammersmith in Heaven, voor slagwerk en orkest, op. 38
- Panda in Love, concert voor tuba en orkest, op. 46
- The Waves of Wollongong, voor negen trombones en orkest, op. 39
- The World of Montuagretta, concert voor dwarsfluit en orkest 
  1. Isola. Adagio - Mandarena. Allegro vivo
  2. Cadenza 'Horry the Lorry'. Rubato ironico
  3. Dreams of Arkandia. Lento
  4. Cadenza impala. Adagio - rubato imposante
  5. Moriatto bianco. Vivace - Chorale - Vivace

### Werken voor harmonieorkest of brassband
- 1999 Mandrake in the Corner, voor trombone en harmonieorkest, op. 4a
- 2000 Mandrake in the Corner, voor twee trombones en harmonieorkest, op. 4c
- 2001 Mandrake in the Corner, voor trombone en brassband, op. 4e
- 2002 Mandrake in the Corner, voor twee trombones en brassband, op. 4f
- 2002 Behac Munroh, voor trompet, trombone en harmonieorkest, op. 19b
- 2002-2003 Concerto for Winds and Percussion, voor hamonieorkest, op. 20[1][2]
- 2006-2007 Brainrubbish, voor 15 koperblazers, op. 32a
- 2007 Brainrubbish, voor harmonieorkest, op. 32b
- Suite from Galamanta, voor harmonieorkest, op. 43
- Creeping Out of the Muddeded, voor saxofoon solo en harmonieorkest, op. 47

### Werken voor bigband
- Troorkh in Memoriam, voor bigband, op. 48

### Muziektheater

#### Toneelmuziek
- Dawn of Galamanta, op. 40

### Vocale muziek

#### Werken voor koor
- 2000 ...ty solen ar uppe, voor mannenkoor en sprekende/vertellende trombonist, op. 16
- 2007 Vid Sista Udden, voor gemengd koor en trombone, op. 34
- 2008 Visions and Non Thoughts, voor gemengd koor en trombone, op. 37

### Kamermuziek
- 1998 Los Bandidos, voor trombone en piano, op. 3
- 1999 Fafner Fanfare for Four Frogs, voor trombonekwartet, op. 5
- 1999 Kinky Creatures, voor trombonekwartet, op. 6
- 1999 Doctor Deckers Daydream, voor trombonekwartet, op. 7
- 1999 An awfully Ugly Tune, voor trombonekwartet, op. 8
- 1999 Salute to a Sausage Society, voor trombonetrio, op. 9
- 1999 Under the Pillow, voor trombonekwartet, op. 11
- 1999 Catmania, voor twee trombones, op. 12
- 1999 Time for Surgery, voor trombonekwartet, op. 13
- 1999 Bombay Bay Barracuda, voor trombone en bandrecorder, op. 14
- 2000 Octopus Panda, voor trombone en orgel, op. 15
- 2000 Gipsy Kingdom, voor trombone en strijkkwartet, op. 17
- 2001 Condor Canyon, voor trombone en koperkwintet, op. 18
- 2003-2004 Groundhog Mamba, voor trompet, trombone en koperkwintet, op. 23
- 2004 Vivencies, voor trombonekwartet, op. 26
- 2004-2005 Marfa pa Hamnoy, voor trompet, strijkkwintet en piano, op. 28
- 2006 Trobotubrevalkmah, voor trombone en slagwerk, op. 29
- 2010 Memories from a Cloud, voor koperensemble, op. 45
- Windows to Autumn, voor blaaskwintet, op. 44

### Werken voor trombone solo
- 1995 Drei Ecke, voor trombone solo, op. 1
- 1999 Kokakoka, voor trombone solo, op. 10
- 2004 Joe Jack Binglebandit, voor trombone solo, op. 24

### Werken voor traditionele Chinese instrumenten
- The Wild Rose, voor spreker/verteller en traditioneel Chinees orkest, op. 42